# 索维奇莱
43°15′25″N 11°13′47″E / 43.2569076°N 11.2297105°E
索维奇莱（義大利語：Sovicille）是意大利中部托斯卡纳大区锡耶纳省的一个市镇，位于佛罗伦萨以南60公里，锡耶纳西南10公里。2004年，该镇面积143.7平方公里，人口8,800人
索维奇莱与蒙特里焦尼、蒙特罗尼-达尔比亚、锡耶纳等市镇毗邻。

## 外部连接
- 官方网站 （意大利文）